# Austropyrgus
Austropyrgus is een geslacht van weekdieren uit de klasse van de Gastropoda (slakken).

## Soorten
- Austropyrgus cooma (Iredale, 1943)
  - = Pupiphryx cooma Iredale, 1943[2]
- Austropyrgus monaroensis Clark, Miller & Ponder, 2003[3]
- Austropyrgus viridarium Clark, Miller & Ponder, 2003[3]
- Austropyrgus lippus Clark, Miller & Ponder, 2003[3]
- Austropyrgus avius Clark, Miller & Ponder, 2003[3]
- Austropyrgus bullerensis Clark, Miller & Ponder, 2003[3]
- Austropyrgus grampianensis (Gabriel, 1939)
  - = Bythinella grampianensis Gabriel, 1939[4]
- Austropyrgus daylesfordensis Clark, Miller & Ponder, 2003[3]
- Austropyrgus otwayensis Clark, Miller & Ponder, 2003[3]
- Austropyrgus macedonensis Clark, Miller & Ponder, 2003[3]
- Austropyrgus colensis Clark, Miller & Ponder, 2003[3]
- Austropyrgus nanus Clark, Miller & Ponder, 2003[3]
- Austropyrgus mersus Clark, Miller & Ponder, 2003[3]
- Austropyrgus smithii (Petterd, 1889)
  - = Potamopyrgus smithii Petterd, 1889[5]
- Austropyrgus pisinnus Clark, Miller & Ponder, 2003[3]
- Austropyrgus parvus Clark, Miller & Ponder, 2003[3]
- Austropyrgus solitarius Clark, Miller & Ponder, 2003[3]
- Austropyrgus conicus Clark, Miller & Ponder, 2003[3]
- Austropyrgus petterdianus (Brazier, 1875)
  - Amnicola petterdiana Brazier, 1875[6]
- Austropyrgus juliae Clark, Miller & Ponder, 2003[3]
- Austropyrgus nanoacuminatus Clark, Miller & Ponder, 2003[3]
- Austropyrgus stevensmithi Clark, Miller & Ponder, 2003[3]
- Austropyrgus privus Clark, Miller & Ponder, 2003[3]
- Austropyrgus lochi Clark, Miller & Ponder, 2003[3]
- Austropyrgus sparsus (Iredale, 1944)
  - = Potamopyrgus sparsus Iredale, 1944[7]
- Austropyrgus bungoniensis Clark, Miller & Ponder, 2003[3]
- Austropyrgus synoria Clark, Miller & Ponder, 2003[3]
- Austropyrgus tathraensis Clark, Miller & Ponder, 2003[3]
- Austropyrgus wombeyanensis Clark, Miller & Ponder, 2003[3]
- Austropyrgus nepeanensis Clark, Miller & Ponder, 2003[3]
- Austropyrgus abercrombiensis Clark, Miller & Ponder, 2003[3]
- Austropyrgus dekeyzeri Clark, Miller & Ponder, 2003[3]
- Austropyrgus buchanensis Clark, Miller & Ponder, 2003[3]
- Austropyrgus gippslandicus (Ponder et al., 1994)
  - = Fluvidona gippslandica Ponder et al., 1994[8]
- Austropyrgus turbatus (Ponder et al., 1994)
  - = Fluvidona turbata Ponder et al., 1994[8]
- Austropyrgus macaulayi Clark, Miller & Ponder, 2003[3]
- Austropyrgus ora Clark, Miller & Ponder, 2003[3]
- Austropyrgus pusillus Clark, Miller & Ponder, 2003[3]
- Austropyrgus exiguus Clark, Miller & Ponder, 2003[3]
- Austropyrgus spectus Clark, Miller & Ponder, 2003[3]
- Austropyrgus tumidus Clark, Miller & Ponder, 2003[3]
- Austropyrgus glenelgensis Clark, Miller & Ponder, 2003[3]
- Austropyrgus aslini Clark, Miller & Ponder, 2003[3]
- Austropyrgus angasi (Smith, 1882)
  - = Hydrobia angasi Smith, 1882[9]
- Austropyrgus fonscultus Clark, Miller & Ponder, 2003[3]
- Austropyrgus macropus Clark, Miller & Ponder, 2003[3]
- Austropyrgus zeidleri Clark, Miller & Ponder, 2003[3]
- Austropyrgus flindersensis Clark, Miller & Ponder, 2003[3]
- Austropyrgus halletensis Clark, Miller & Ponder, 2003[3]
- Austropyrgus pagodoides Clark, Miller & Ponder, 2003[3]
- Austropyrgus niger (Quoy & Gaimard, 1834)
  - = Paludina nigra Quoy & Gaimard, 1834[10]
- Austropyrgus nitidus (Johnston, 1879)
- Austropyrgus gordonensis Clark, Miller & Ponder, 2003[3]
- Austropyrgus gunnii (Frauenfeld, 1863)
- Austropyrgus ronkershawi Clark, Miller & Ponder, 2003[3]
- Austropyrgus dyerianus (Petterd, 1879)
- Austropyrgus salvus Clark, Miller & Ponder, 2003[3]
- Austropyrgus colludens Clark, Miller & Ponder, 2003[3]
- Austropyrgus diemensis (Frauenfeld, 1863)
  - Amnicola diemense Frauenfeld, 1863[11]
- Austropyrgus tebus Clark, Miller & Ponder, 2003[3]
- Austropyrgus simsonianus (Brazier, 1875)
  - Amnicola simsoniana (Brazier, 1875[6]
- Austropyrgus rectus (Ponder et al., 1994)
  - = Fluvidona recta Ponder et al., 1994[8]
- Austropyrgus foris (Ponder et al., 1994)
  - = Fluvidona foris Ponder et al., 1994[8]
- Austropyrgus vulgaris Clark, Miller & Ponder, 2003[3]
- Austropyrgus latus Clark, Miller & Ponder, 2003[3]
- Austropyrgus goliathus Clark, Miller & Ponder, 2003[3]
- Austropyrgus sinuatus Clark, Miller & Ponder, 2003[3]
- Austropyrgus tateiformis Clark, Miller & Ponder, 2003[3]
- Austropyrgus rectoides Clark, Miller & Ponder, 2003[3]
- Austropyrgus praecipitis Clark, Miller & Ponder, 2003[3]
- Austropyrgus procerus Clark, Miller & Ponder, 2003[3]
- Austropyrgus elongatus (May, 1921)
  - Potamopyrgus elongatus May, 1921[12]
- Austropyrgus eumekes Clark, Miller & Ponder, 2003[3]
- Austropyrgus vastus Clark, Miller & Ponder, 2003[3]